# Karl Dall
Pour les articles homonymes, voir Dall.
Karl Bernhard Dall, né le 1er février 1941 à Emden et mort le 23 novembre 2020 à Lunebourg, est un présentateur de télévision, chanteur, acteur et humoriste allemand.

## Biographie
Karl Dall naît en février 1941 à Emden et grandit à Leer.
En 1967, il fonde le groupe de comédie Insterburg & Co. avec Ingo Insterburg, Jürgen Barz et Peter Ehlebracht, dont il est membre jusqu'à la fin des années 1970. Le quatuor devient très populaire grâce à la série Musikladen (en) de Radio Bremen. Après la dissolution d'Insterburg & Co, Karl Dall entame immédiatement une carrière solo en tant qu'artiste de scène et travaille également pour la télévision. En 1979, il apparaît dans plusieurs épisodes de la production Plattenküche de WDR en tant que chef de cantine "Karl Toffel" (un jeu de mots potache avec Kartoffel, qui signifie pomme de terre, en allemand) dans de nombreux sketches.
De 1983 à 1990, il joue dans la comédie à caméra cachée Verstehen Sie Spaß ?, interprétant par exemple un présentateur de film chaotique ou un farceur téléphonique. 
De 1991 à 1993, il présente le jeu télévisé Koffer Hoffer sur la chaîne de télévision Tele 5.
Karl Dall meurt le 23 novembre 2020.

## Filmographie
- 1963 : Apache Gold
- 1964 : Freddy in the Wild West
- 1967 : Hotel Clausewitz
- 1968 : Quartett im Bett
- 1969 : Charley's Uncle
- 1970 :  Student of the Bedroom
- 1970 : Hänsel und Gretel verliefen sich im Wald
- 1974 : Chapeau Claque
- 1980 : Panic Time
- 1983 : Gib Gas – Ich will Spass
- 1983 : Das verrückte Strandhotel a.k.a. Dirndljagd am Kilimandscharo
- 1983 : Sunshine Reggae auf Ibiza
- 1984 : Ein irres Feeling
- 1985 : Drei und eine halbe Portion
- 1988 : Starke Zeiten
- 1989 : Die Senkrechtstarter
- 1999 : Hans im Glück
- 2001 : König der Winde (court métrage)
- 2003 : Suche impotenten Mann fürs Leben
- 2006 : Die ProSieben Märchenstunde: Rotkäppchen – Wege zum Glück (TV film)
- 2008 : African Race – Die verrückte Jagd nach dem Marakunda (TV film)